# El pozo (película de 1965)
El pozo es una película de drama mexicana de 1965, producida y dirigida por Raúl de Anda sobre su propio guion escrito en colaboración con Fernando Galiana y con argumento de Jesús Murciélago Velázquez, y protagonizada por Luis Aguilar y Sonia Furió. Esta película fue estrenada el 2 de mayo de 1965 y rodada en Tequisquiapan, Querétaro, México.

## Sinopsis
José María, un viudo con tres hijos, se enamora de Laura y se casa con ella buscando una vida mejor para su familia; sin embargo, con el tiempo, Laura se convierte en una maníaca homicida.

## Reparto
- Luis Aguilar: José María Treviño
- Sonia Furió: Laura de la Garza
- Dagoberto Rodríguez: Manuel
- Sonia Infante: Ana
- Hortensia Santoveña: doña Tencha
- Gilberto de Anda: Luisito
- María del Carmen González: Felisa
- Juan González: Juanito
- Lupe Garnica
- Mario Sevilla: Raúl de la Garza
- Cecilia Leger: Dolores
- José L. Murillo: doctor